# Christian Emil Böhm
Christian Emil Böhm (* 24. November 1874 in Schneeberg (Erzgebirge); † nach 1934) war ein deutscher Architekt, Hochschullehrer und preußischer Schulaufsichts-Beamter.

## Leben
Böhm stammte aus einer seit dem 16. Jahrhundert in der Bergstadt Schneeberg ansässigen Familie und war der Sohn des Schneeberger Kaufmanns Christian Emil Böhm und dessen Ehefrau Anna Louise Böhm geborene Richter. Er wuchs im westlichen Erzgebirge auf und besuchte in Schneeberg das Gymnasium. Danach studierte er an der Technischen Hochschule Dresden und der Technischen Hochschule Hannover. Das Studium schloss er mit dem 1900 eingeführten akademischen Grad Diplom-Ingenieur ab. Nach dem Studium übernahm er die Bauleitung bei Projekten in Deutschland und den Niederlanden. Danach war er einige Jahre als Lehrer an der Königlich Preußischen Baugewerkschule Nienburg und später an der Königlich Preußischen Baugewerkschule Essen tätig. Er wurde zum Professor ernannt und war zuletzt Direktor der Königlich Preußischen Baugewerkschule Posen.
Ab 1914 arbeitete er als Gewerbeschulrektor bei der preußischen Bezirksregierung Potsdam in der Hauptstadt der Provinz Brandenburg. Im Jahr 1921 wurde er Direktor der Abteilung III (für Berufs- und Fachschulwesen) beim Provinzialschulkollegium der Provinz Brandenburg und Berlin. Ab 1930 war Böhm Direktor des staatlichen Berufspädagogischen Instituts in Berlin. Nach der Machtergreifung der Nationalsozialisten ging er 1933 in den Ruhestand, den er in Berlin-Lichterfelde verbrachte, wo er im Haus Mühlenstraße 3 lebte.
Er war Mitglied des Bundes Deutscher Architekten (BDA) und trug zuletzt den Titel Oberregierungsrat.

## Schriften
Über seine Lehrtätigkeit hinaus war er als Mitarbeiter für verschiedene Fachzeitschriften für Bauwesen tätig und an Lehrbüchern für Berufs- und Fachschulen beteiligt. Von 1921 bis 1931 fungierte er als Herausgeber der Sammlung Lehr- und Lernmittel der Berufs- und Fachschulen und des Handbuchs für Schule und Praxis. 1932 unterstützte er Alfred Grotte bei dessen Publikation Das Bürgerhaus in den Posener Landen (Regierungsbezirk Posen).

## Bauten
- Entwurf und Bauleitung von Wohn- und Geschäftshäusern in verschiedenen Orten
- 1908: Gaststätte Weserpavillon in Nienburg (nicht erhalten)[3]
- um 1911: Sporthotel in Oberwiesenthal (gemeinsam mit E. Baschant und Paul Burghardt; unter Denkmalschutz)[4]